# Famille Bedik
La famille Bedik de Patha (en hongrois : pathai Bedik család) était une famille aristocratique hongroise.